# Pyrvinium
Pyrvinium (Viprynium) là một loại thuốc trị giun có hiệu quả đối với giun kim. Một số dạng pyrvinium đã được điều chế với các anion biến đổi, chẳng hạn như halide, tosylate, triflate và pamoate.
Muối pyrvinium cũng có thể ức chế sự phát triển của các tế bào ung thư. Cụ thể hơn, muối pamoate đã được chứng minh là có độc tính ưu tiên cho các dòng tế bào ung thư khác nhau trong quá trình đói glucose.

## Tổng hợp
Một phương pháp tổng hợp dựa trên phản ứng Skraup và tổng hợp Paal-Knorr. Gần đây, một chiến lược tổng hợp, hội tụ thay thế cho muối trifat pyrvinium thông qua tổng hợp Friedländer đã được báo cáo.